# Franziskanerkirche (Freiburg im Üechtland)

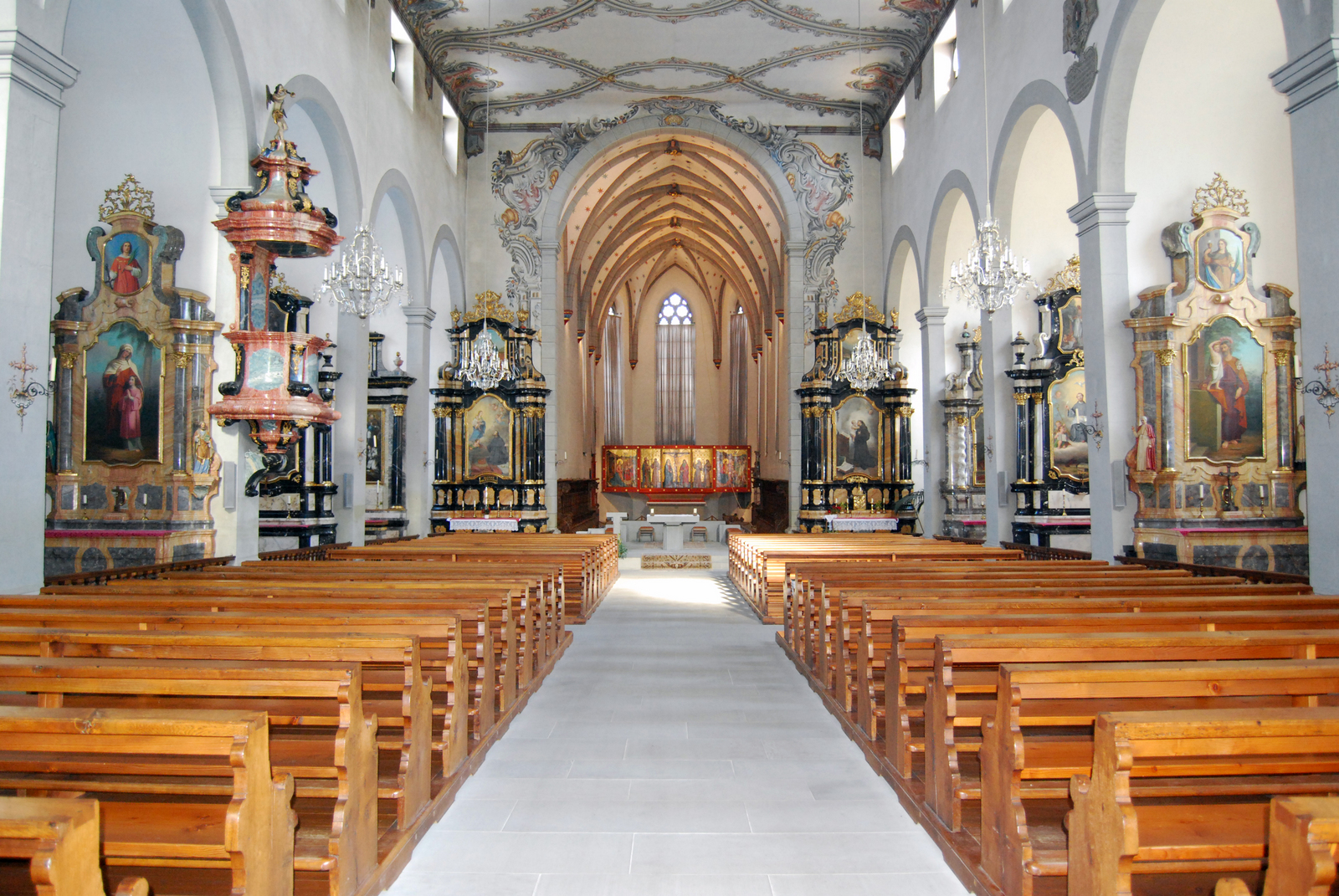
Franziskanerkirche. Blick durch das Langhaus zum spätgotischen Chor

Die römisch-katholische Franziskanerkirche (franz. église des Cordeliers) in Freiburg im Üechtland, dem Hauptort des Kantons Freiburg in der Schweiz, steht unter dem Patrozinium des Heiligen Kreuzes. Kulturhistorisch ist sie von nationaler Bedeutung und deshalb mit der Nummer 02074 zusammen mit dem Franziskanerkloster in der Liste der Kulturgüter der Kategorie A eingetragen. Sie ist mit bedeutenden Kunstwerken ausgestattet: Der Hochaltar, ein hochgotischer Flügelaltar der so genannten Nelkenmeister, war seinerzeit das grösste Altargemälde in der Schweiz und ist das älteste erhaltene Werk jener Künstlergruppen, die mit zwei Nelken signierten. Ein weiteres bedeutendes Kunstwerk findet sich in der hintersten Seitenkapelle der Südseite. Es ist der nach seinem Stifter bekannte Furnoaltar.

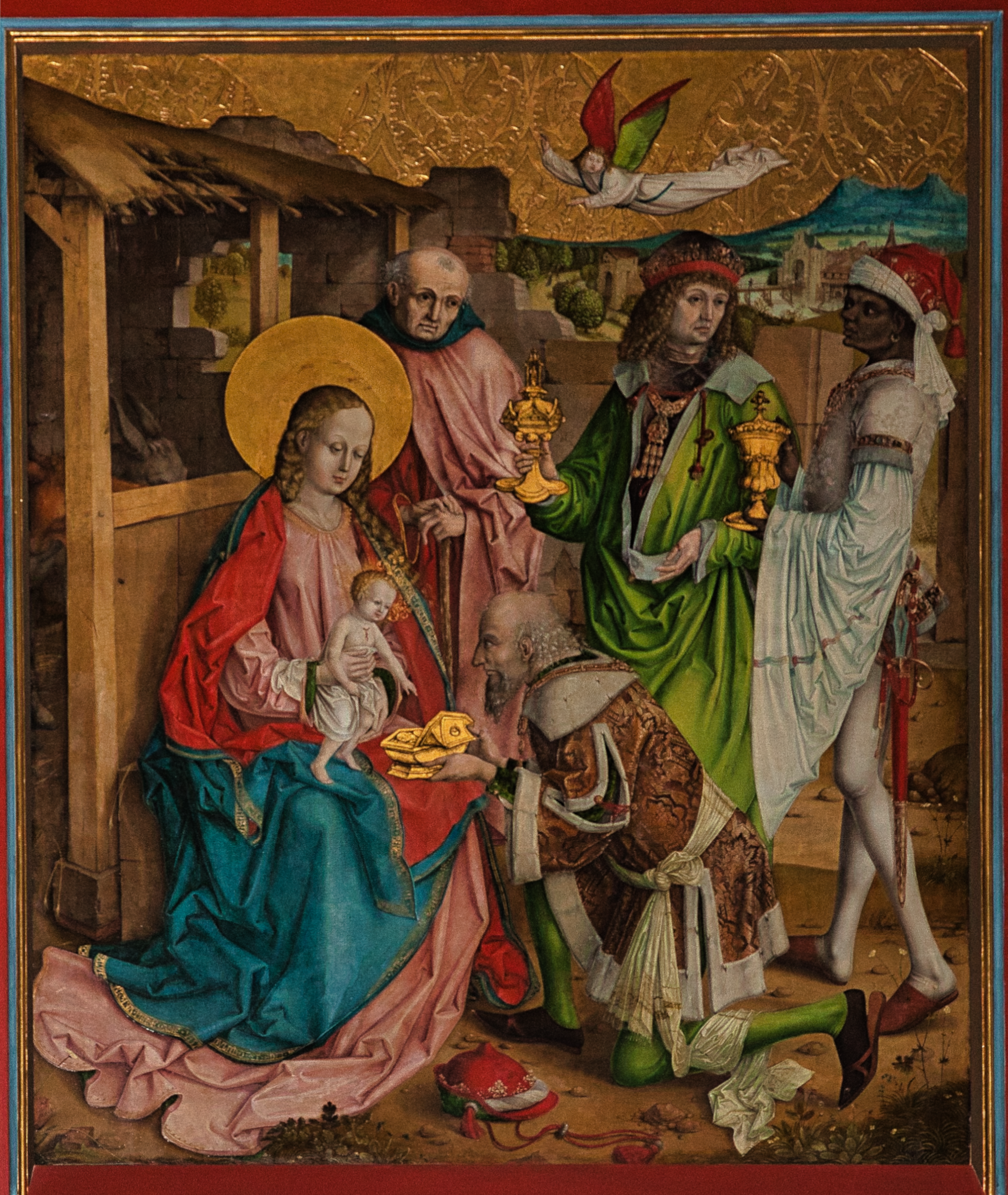
Innenseite des rechten Flügels: Anbetung der Könige

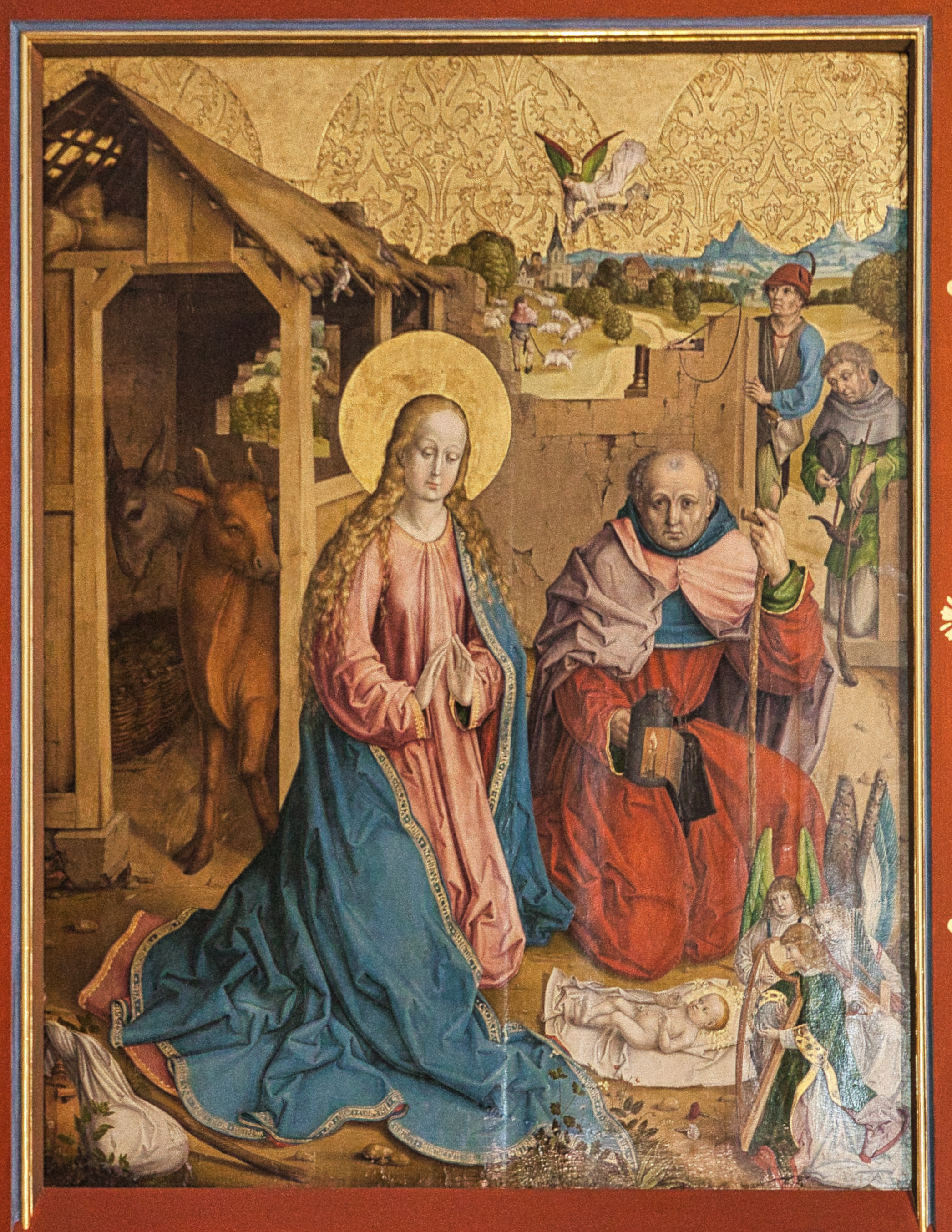
Innenseite des linken Flügels: Geburt Christi

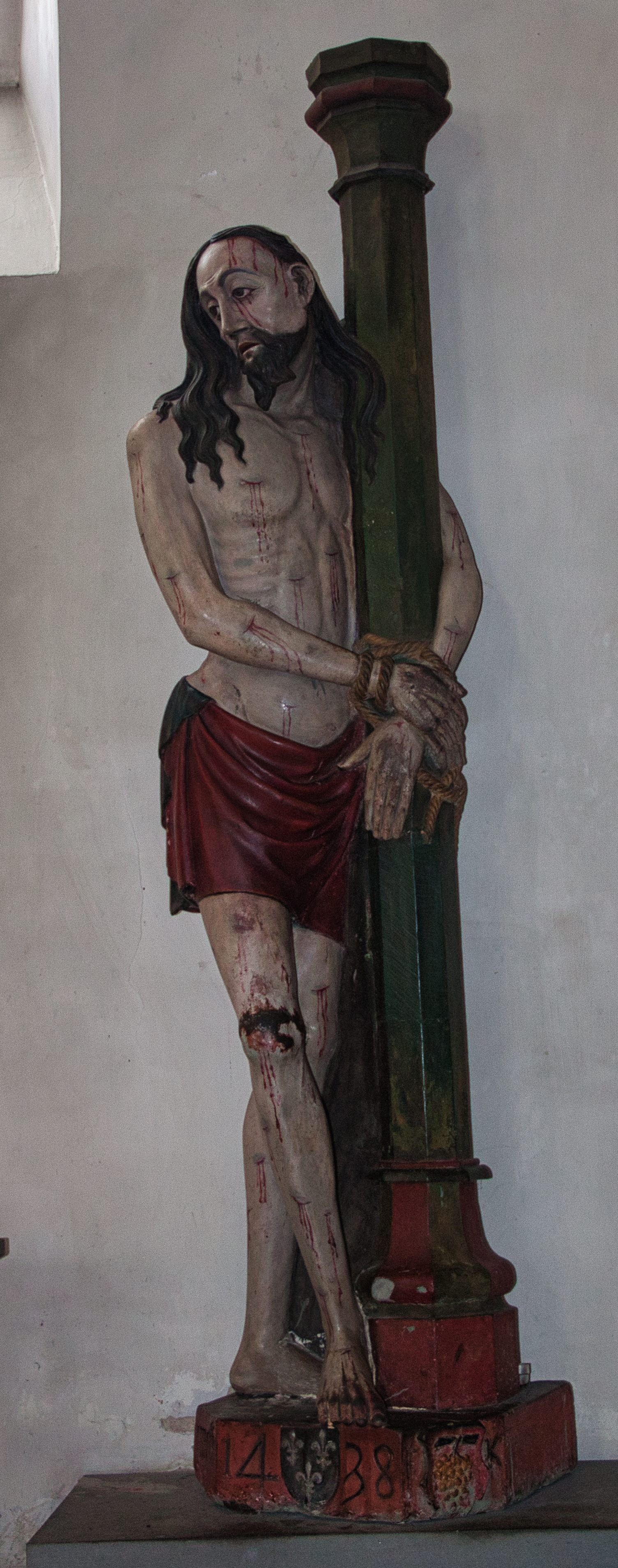
Christus an der Geisselsäule

## Lage
Die Franziskanerkirche liegt im Nordosten der Altstadt, zwischen der Liebfrauenkirche im Süden und dem Museum für Kunst- und Geschichte im Norden, zwischen dem Fuss des Bisée-Hügels im Westen und der Grabensaal-Schlucht im Osten, durch welche die Saane fliesst. Die Minderbrüder befanden sich bis etwa 1275 ausserhalb der Stadtmauern, als mit dem Bau der dritten Stadtmauer begonnen wurde, die auch das Gelände der Minderbrüder umfasste.

## Gebäude
Das Äussere der heutigen Franziskanerkirche geht in den Grundzügen zurück auf die mittelalterliche Kirche. Der Chor aus dem dritten Viertel des 13. Jahrhunderts ist ein relativ schmales, hohes Gebäude im vornehmen Stil seiner Zeit. Das klassizistisch-barocke Schiff, das breiter ist als der Chor und auf das Jahr 1745 zurückgeht, bekam im Vergleich zum Vorgängerbau zwei zusätzliche Joche. Das Langhaus ist einschiffig mit Flachdecke und flankiert von Seitenkapellen. Die Einsiedlerkapelle wurde 1748 an der Nordseite des Langhauses erneuert. Die Westfassade erscheint wie eine vor dem Kirchenschiff aufgestellte Dekoration, die mit geschmackvoller Diskretion gestaltet wurde. Sie besteht aus drei liegenden ungleich grossen Zonen, von denen die erste mit der zweiten durch Voluten und die zweite mit der dritten durch gekrümmte Dreiecke mit Vasen verbunden ist. Ein ebenfalls gekrümmter Giebel krönt die Fassade. Darauf erhebt sich ein sehr schönes schmiedeeisernes Kreuz, das schwarz mit goldenen Strahlen bemalt ist und aus dem 19. Jahrhundert stammt.

## Ausstattung

### Hochaltar: Flügelaltar eines Nelkenmeisters
er Hochaltar in der Franziskanerkirche Freiburg ist das wichtigste und grösste Zeugnis der Schweizer Malerei des 15. Jahrhunderts und das erste Werk, welches das Nelkensignet aufweist. Der Altar besteht aus einem Retabel in Form eines gotischen Flügelaltars. Zentrale Darstellung der Innenseite ist eine Kreuzigungsgruppe mit Maria und dem Lieblingsjünger Johannes. Auf dem Mantelsaum der Jungfrau befindet sich eine Inschrift in gotischen Majuskeln, die den Text des fast vollständigen Salve Regina und des Gloria Patri wiedergibt. Die rechte Tafel stellt den hl. Bernhardin von Siena und den hl. Antonius von Padua dar. Zu Füssen Bernhardins liegen drei Mitren und drei Bischofsstäbe, welche an die verweigerten kirchlichen Würden erinnern. Auf der linken Tafel stehen der heilige Franz von Assisi mit dem Wappen des Stifters Jean Favre. Neben ihm steht der hl. Ludwig, Bischof von Toulouse. Zu seinen Füssen erinnern das Wappen des Vaters und jenes der Mutter des Stifters an die Familie des Wohltäters. Die vier Heiligen sind Franziskaner, die stehend und im Dreiviertelprofil dargestellt sind, ausser Franz von Assisi, der frontal auf einem Streifen Blumenrasen steht. Der goldene Hintergrund ist mit Damastmuster verziert.
Auf der Innenseite des linken Flügels ist die Geburt Christi dargestellt. Das Gemälde ist signiert mit einer roten und einer weissen Nelke. Diese Signatur liefert die Notbezeichnung für die bisher ungeklärte Autorschaft. Die Szene spielt vor einem Stall, der die linke Seite der Komposition einnimmt. Im Hintergrund ist eine Landschaft, die an die Freiburger Voralpen erinnert, und darüber ein goldener Damasthintergrund zu sehen. Der Saum des Mantels der Jungfrau Maria ist mit einem Text in gotischen Grossbuchstaben aus dem Ave Maria und dem Salve Regina verziert.
Die Innenseite des rechten Flügels zeigt die Anbetung der Könige. Die Bildkomposition ist dieselbe wie im linken Flügel. Die Szene spielt vor einem Stall, der die linke Bildseite einnimmt. Im Hintergrund ist eine Landschaft und darüber ein goldener Damasthintergrund zu sehen. Auch hier verziert ein Text in gotischen Grossbuchstaben aus dem Ave Maria und dem Salve Regina Marias Mantelsaum.
In geschlossenem Zustand präsentiert sich im Zentrum eine Verkündigungsszene über die beiden Flügel. Den Rahmen der Szene bildet eine Raumarchitektur, die ein Zimmer mit Rippengewölbe vorstellt. Das Gewölbe ruht auf vier glatten Säulen mit Würfelkapitellen. Die Jungfrau sitzt im Dreiviertelprofil nach links, mit einem Stundenbuch auf den Knien und der traditionellen Lilienvase neben sich. Der Engel erscheint im Profil nach rechts mit einem wallenden Umhang bekleidet und mit gebeugtem Knie. In der Linken trägt er ein Zepter, um das sich ein Banner entrollt. Darauf stehen die ersten Worte des Ave Maria. Zu seinen Füssen liegen zwei Nelken auf dem Boden, eine rosafarbene und eine rote. Sie sind als Unterschrift des Künstlers zu verstehen. Durch das hintere Fenster hat man einen Blick auf eine impressionistische Seelandschaft, in der man Genf und den Salève erkennen mag.
Rechts von der Verkündigung steht die heilige Elisabeth von Ungarn aus dem Franziskanerorden, links die heilige Klara von Assisi. Beide stehen im Dreiviertelprofil und sind 170 cm gross, also lebensgross, und befinden sich in einem kleinen architektonischen Rahmen, der im Hintergrund von einem schmalen Fenster durchbrochen wird, das den Blick auf eine ländliche Landschaft freigibt.
Das Bildprogramm stellt eine Besonderheit dar. Üblicherweise werden dem Kalvarienberg Passionsszenen beigeordnet. Das Freiburger Programm kombiniert die Kreuzigungsgruppe mit Ereignissen um die Geburt Christi, Szenen, die sonst eher im Zusammenhang mit der Muttergottes auftreten.
Der bedeutendste der Künstler, die an diesem Werk beteiligt waren, ist der Nelkenmeister, der die Verkündigung, die hl. Klara, die hl. Elisabeth und den Engelschor in der Geburt Christi schuf. Von diesem Künstler ist in der Schweiz kein weiteres Werk bekannt.

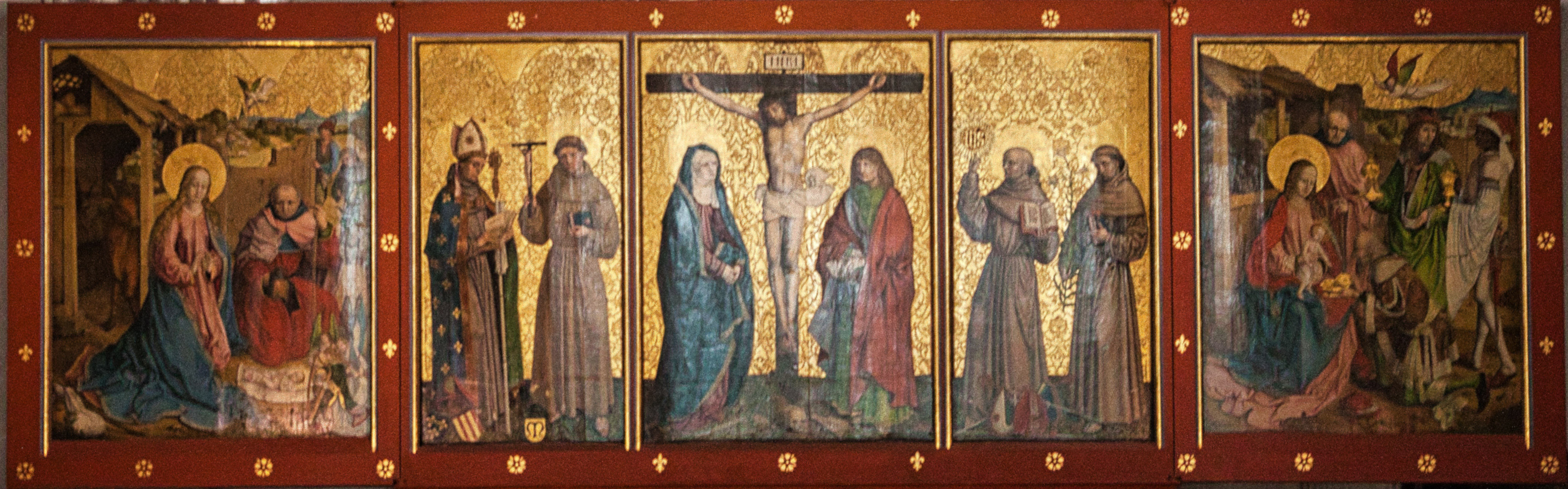
Ausgeklappte Innenseite des Hochaltars in seiner ganzen Breite

Die Kunsthistorikerin und Spezialistin für spätmittelalterliche Malerei Charlotte Gutscher-Schmid stellt mit Bezug auf die zwei Nelken fest, dass sich das Zeichen bis gegen 1500 im Bereich zwischen Symbol und Markenzeichen bewege. Die Positionierung sei nie zufällig. Sie könne stets als Signatur wie als persönliche Votivgabe des Malers an einem bedeutungsvollen und auffälligen Ort interpretiert werden. Die Bestellung des Freiburger Hochaltars fällt in die entscheidenden Jahre der Erstarkung der Stadt (nach dem Sieg in der Schlacht bei Murten) und ihrer Hinwendung zur Eidgenossenschaft. So gesehen gewinnt die Vermutung an Gewicht, die rot-weissen Nelken stünden für die eidgenössischen Farben. Am Phänomen Nelkenmeister als «schweizerische Erscheinung» sei nicht mehr zu zweifeln. Eindeutig hätten die in Bern, Zürich und Basel tätigen Maler in irgendeiner Form miteinander zu tun gehabt. Sie verbindet eine gemeinsame religiöse Geisteshaltung oder gar eine neue nationale Gesinnung. Künstlerisch wurzeln sie alle in der Basler Malerei des letzten Viertels des 15. Jahrhunderts.

### Furnoaltar
Der Furnoaltar steht in der hintersten, südlichen Kapelle. Wer das spätgotische Relief schuf, ist nicht bekannt. Gestiftet wurde der Altar von Jean Furno, dem Sekretär von Karl III. von Savoyen, der seinen Sitz damals in Freiburg hatte. Weil der Bildschnitzer unbekannt blieb, wird das Werk nach seinem Stifter als Furnoaltar bezeichnet. Der Altar ist dem Heiligen Kreuz geweiht. Es handelt sich um ein gotisches Triptychon und ein barockes Antependium. Das Relief entstand zwischen 1509 und 1520. Mit geöffneten Flügeln misst der Flügelaltar 238 cm auf 255 cm. In dieser Festtagsansicht präsentieren sich eine Kreuzigung im Mittelteil, eine Geburt Christi im linken Flügel und eine Anbetung der Könige im rechten Flügel. Das künstlerisch herausragende Relief stellt ein Beispiel im Stile der damals am Hochrhein bekannten Tendenzen dar.
Renate Keller wies auf einige Drucke hin, die der Werkstatt für den Furnoaltar als Anregung gedient haben mögen. Der Bildschnitzer wählte einige Figuren oder Gruppen aus und baute sie in die eigene Komposition im Relief ein. So gibt es augenscheinliche Übereinstimmungen der Kreuzigung im Relief und in Albrecht Dürers Druck des Kleinen Kalvarienbergs: Johannes, der im wehenden Mantel zu Maria eilt, um sie zu stützen; Magdalena, die das Kreuz umklammert; die Trauernde, die ihre Arme emporhebt, und links von ihr die Weinende. Als Ganzes wurde die Gruppe mit Longinus zu Pferd übernommen und ebenso der Reiter am rechten Bildrand. Für die Flügelreliefs inspirierte sich der Holzbildhauer des Furnoaltars an zwei Stichen von Israhel van Meckenem dem Älteren. Die Hintergrundarchitektur des Stichs und die zwei durchs Fenster schauenden Köpfe sind in der Reliefdarstellung der Geburt Christi übernommen. In der Anbetung der Könige fallen ebenfalls die zwei durchs Fenster hereingestreckten Köpfe sowie der im Hintergrund in Gruppen dargestellte Zug der Könige ins Auge.

Festtagsansicht des Furnoaltars
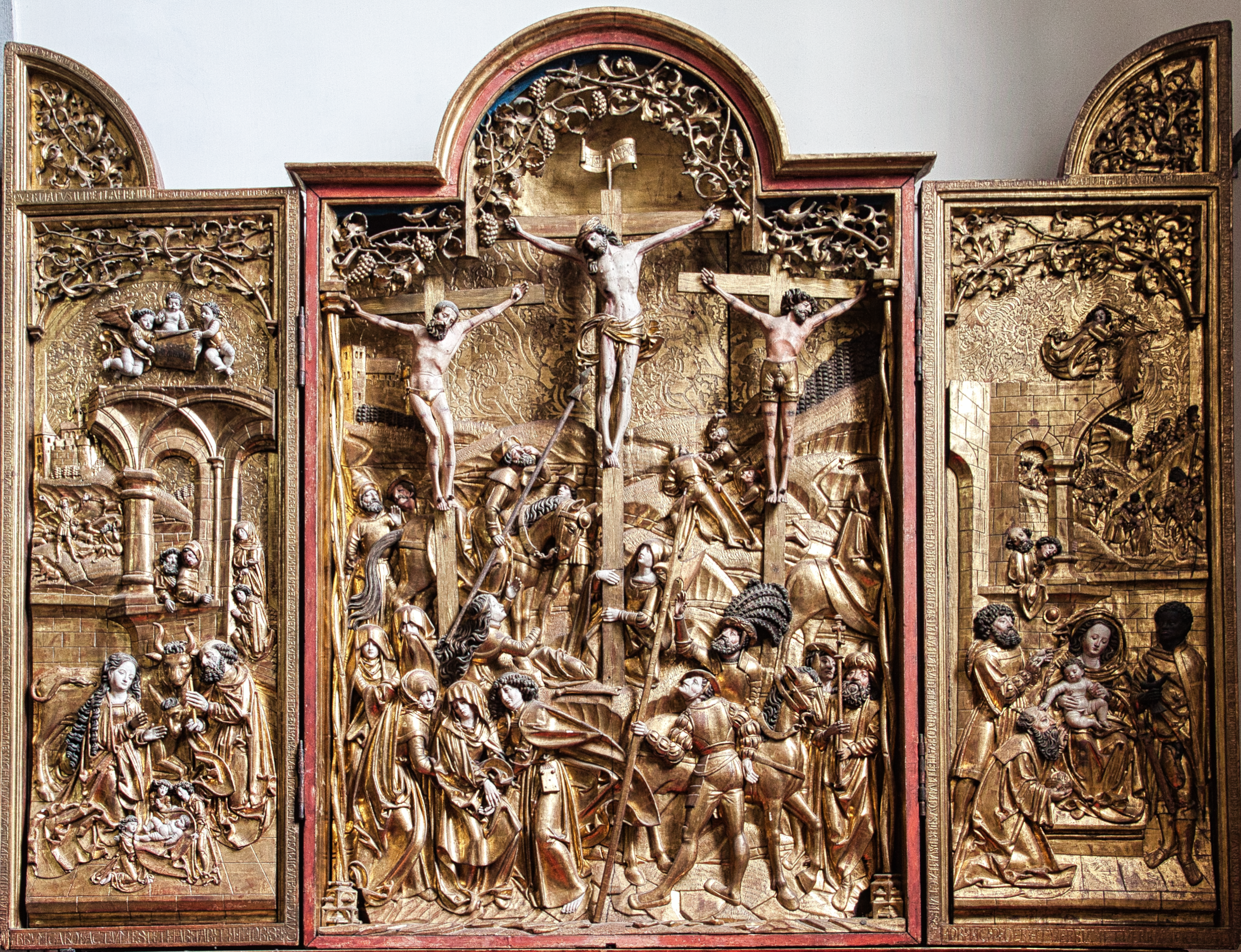
Triptychon des Furnoaltars der Kreuzigung (Mitte), Geburt Christi (linker Flügel) und Anbetung der Könige (rechter Flügel)
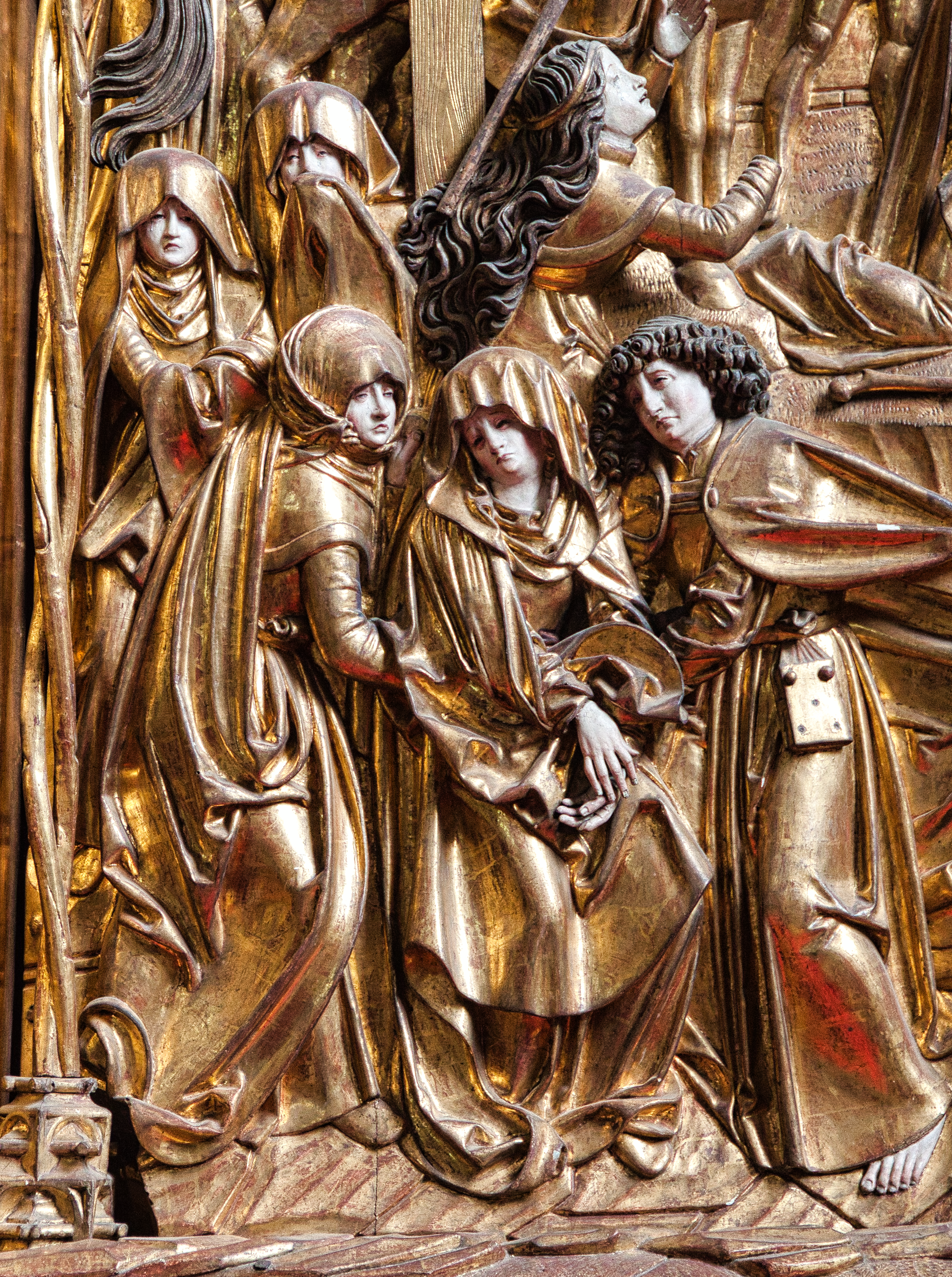
Trauernde Frauen, Ausschnitt aus der Kreuzigung im Mittelteil
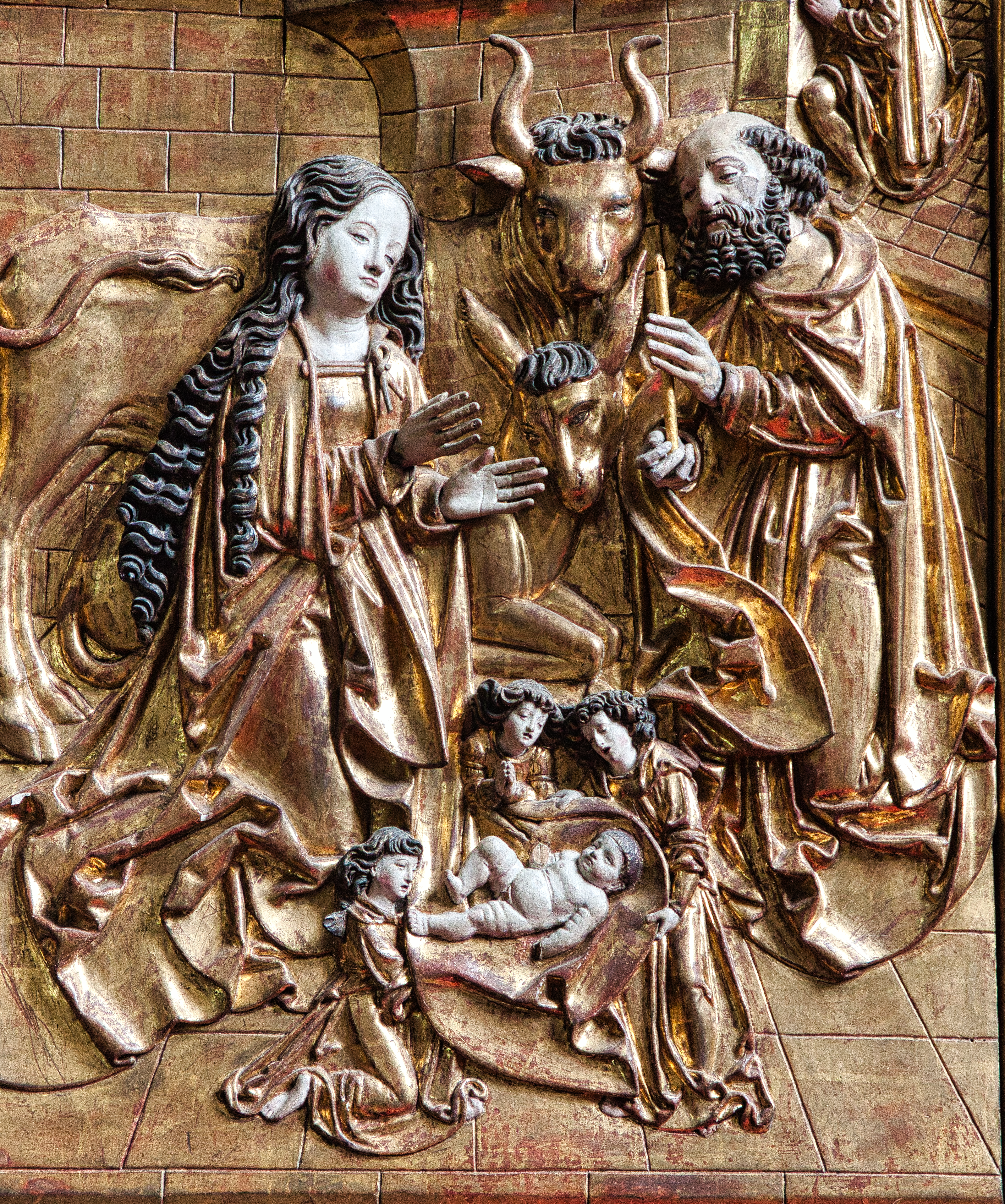
Geburt Christi, Ausschnitt aus dem linken Flügel
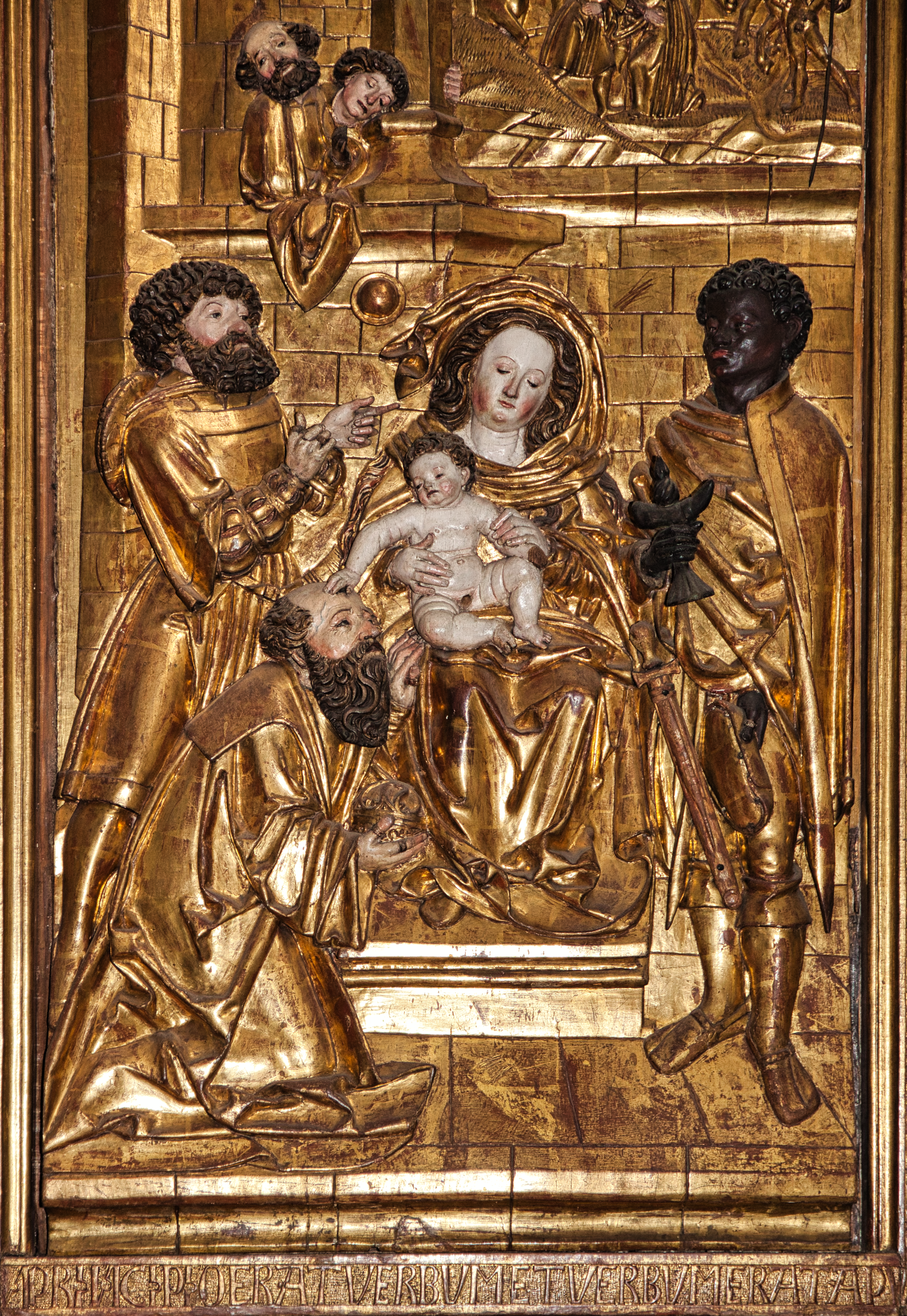
Anbetung der Könige, Ausschnitt aus dem rechten Flügel

Anregende Vorlagen
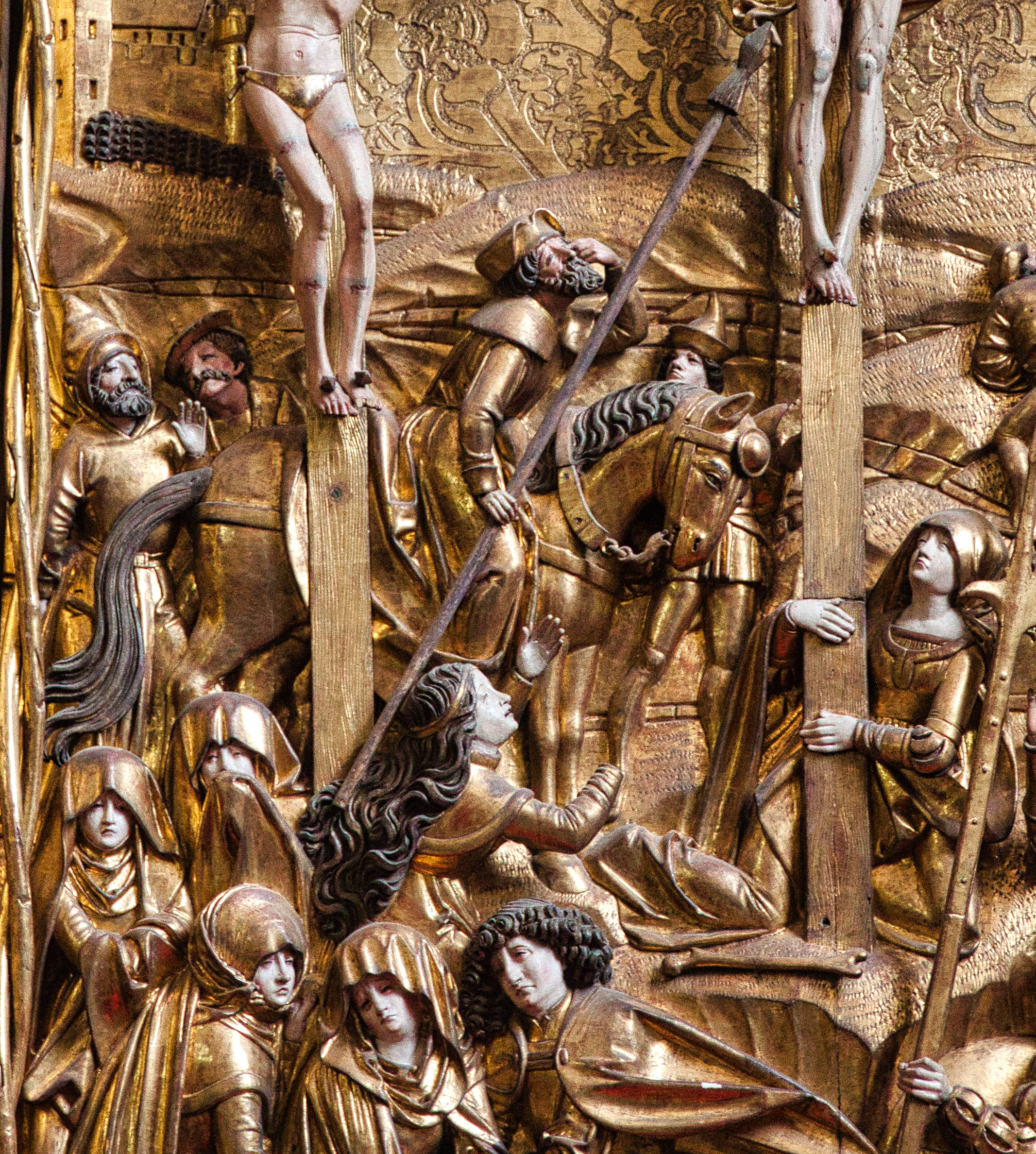
Detail der Kreuzigung (Furno-Altar)
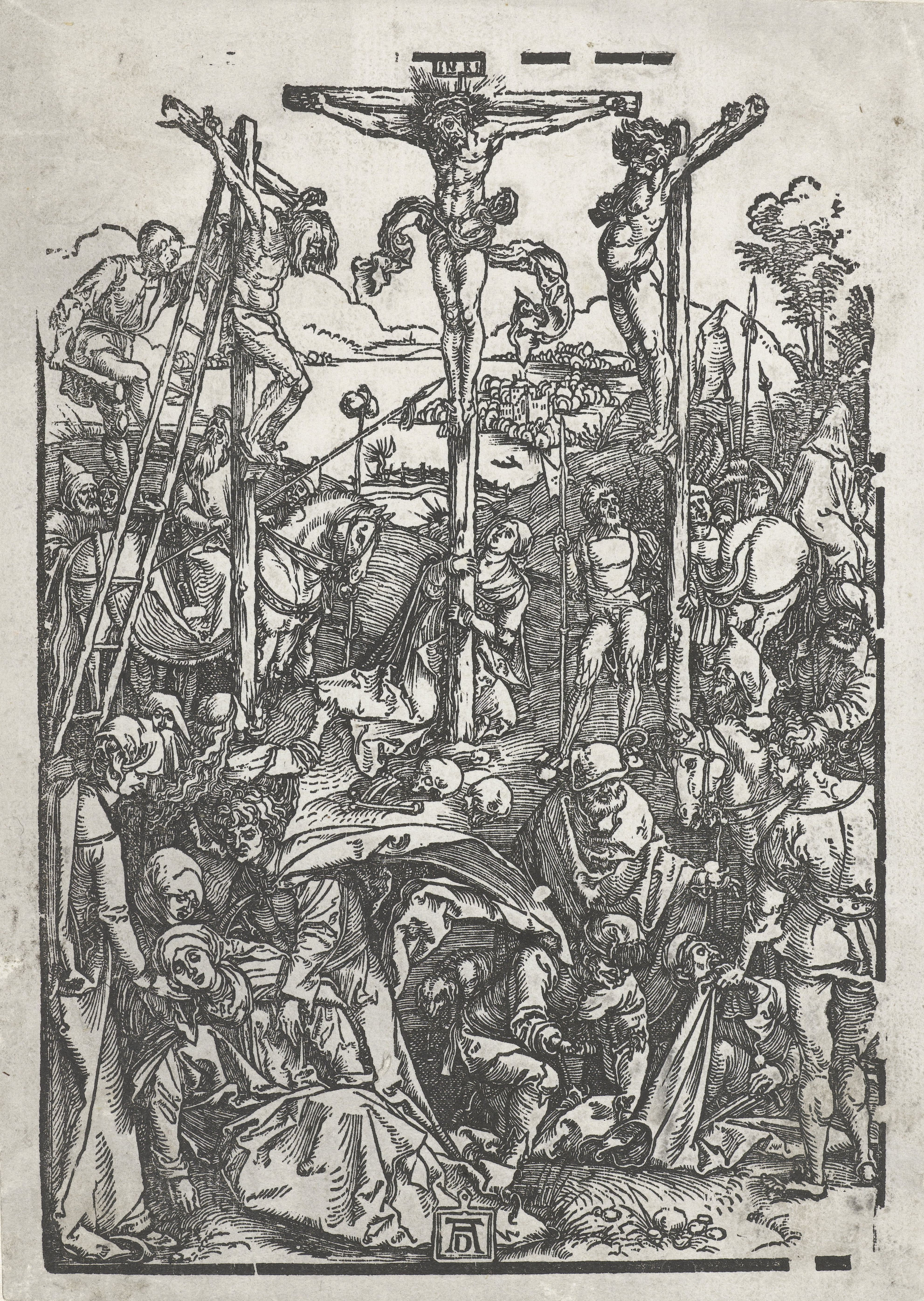
Albrecht Dürers Kleiner Kalvarienberg
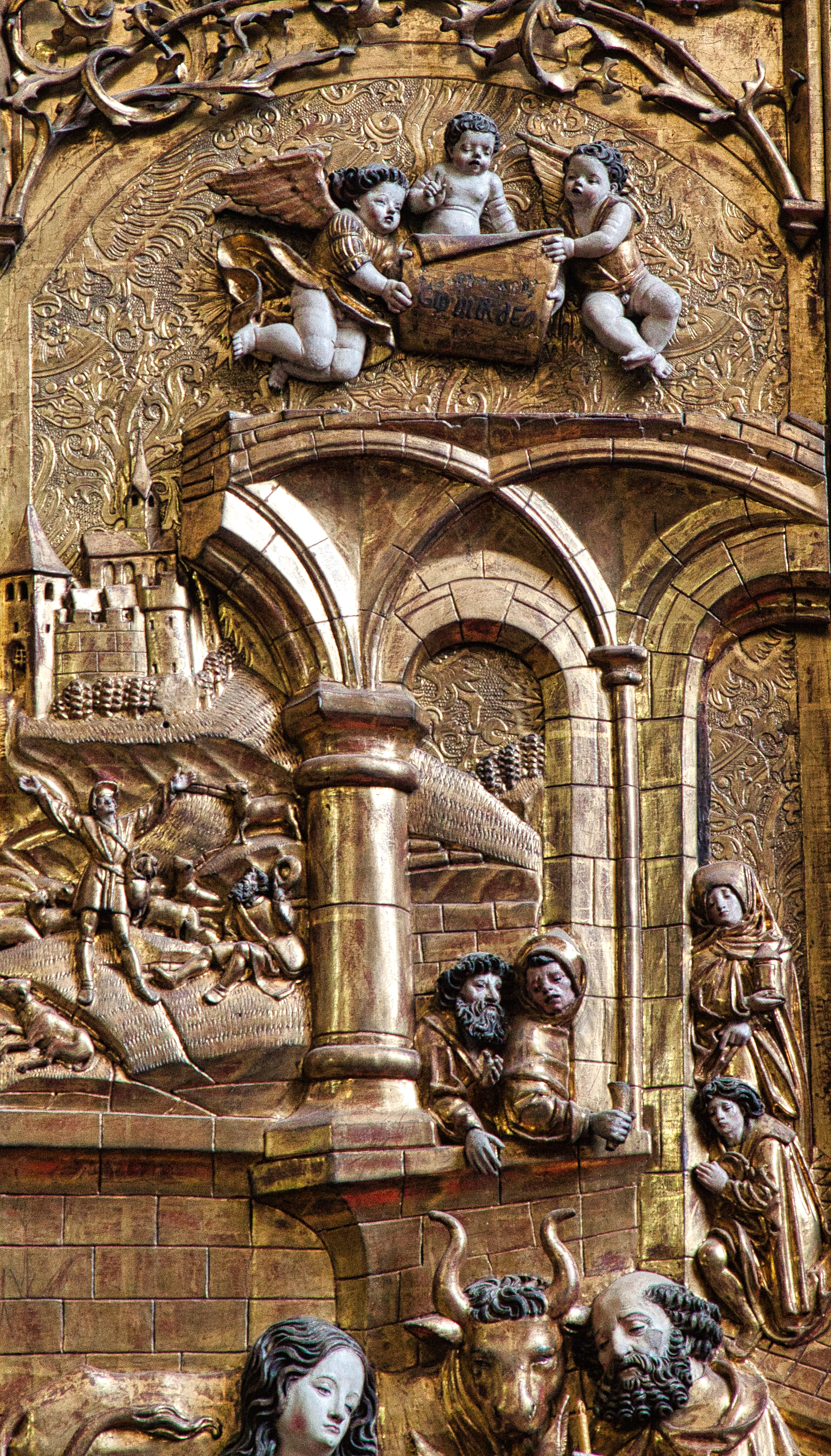
Geburt Christi (Furno-Altar)
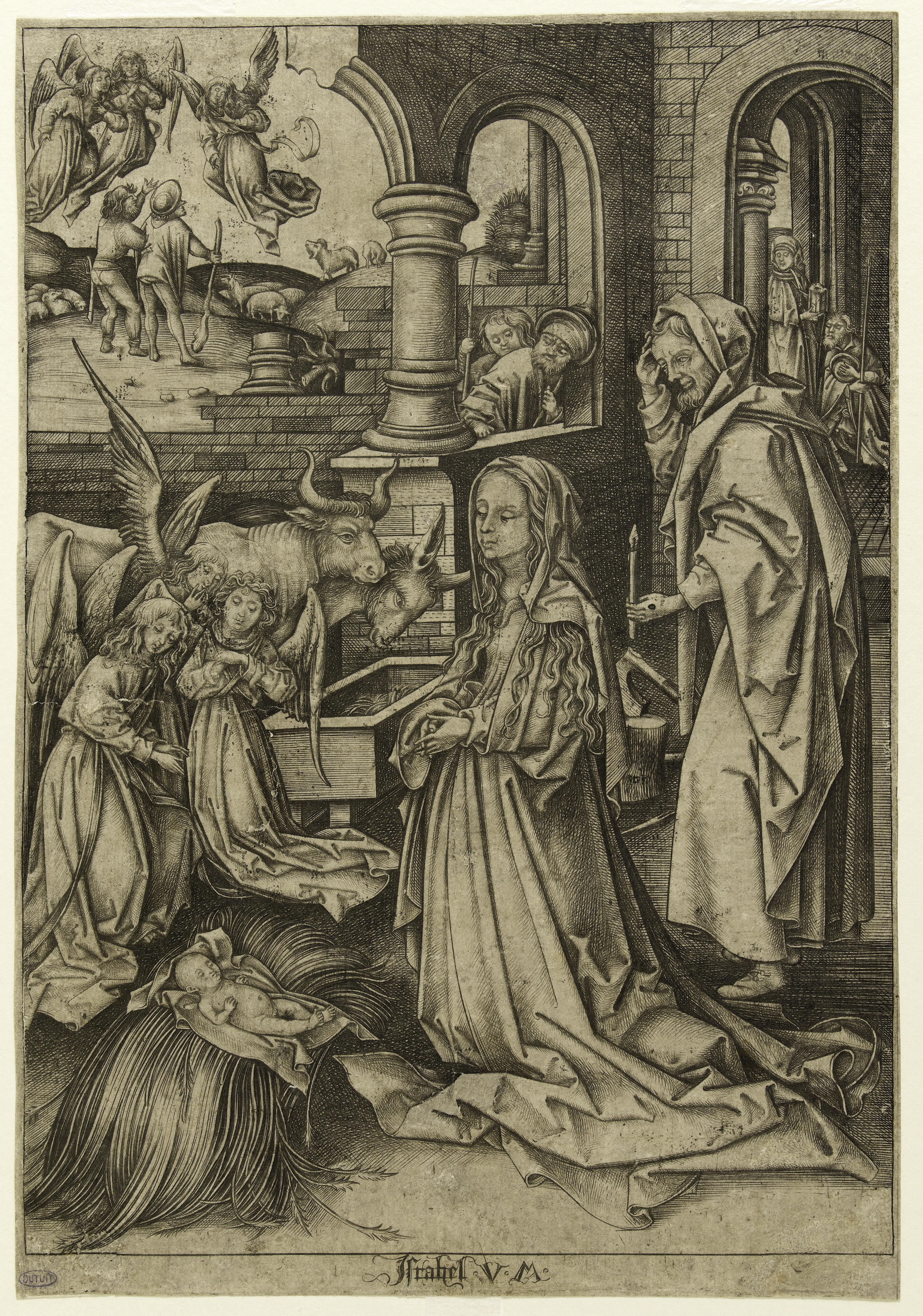
Israhel van Meckenems Geburt Christi
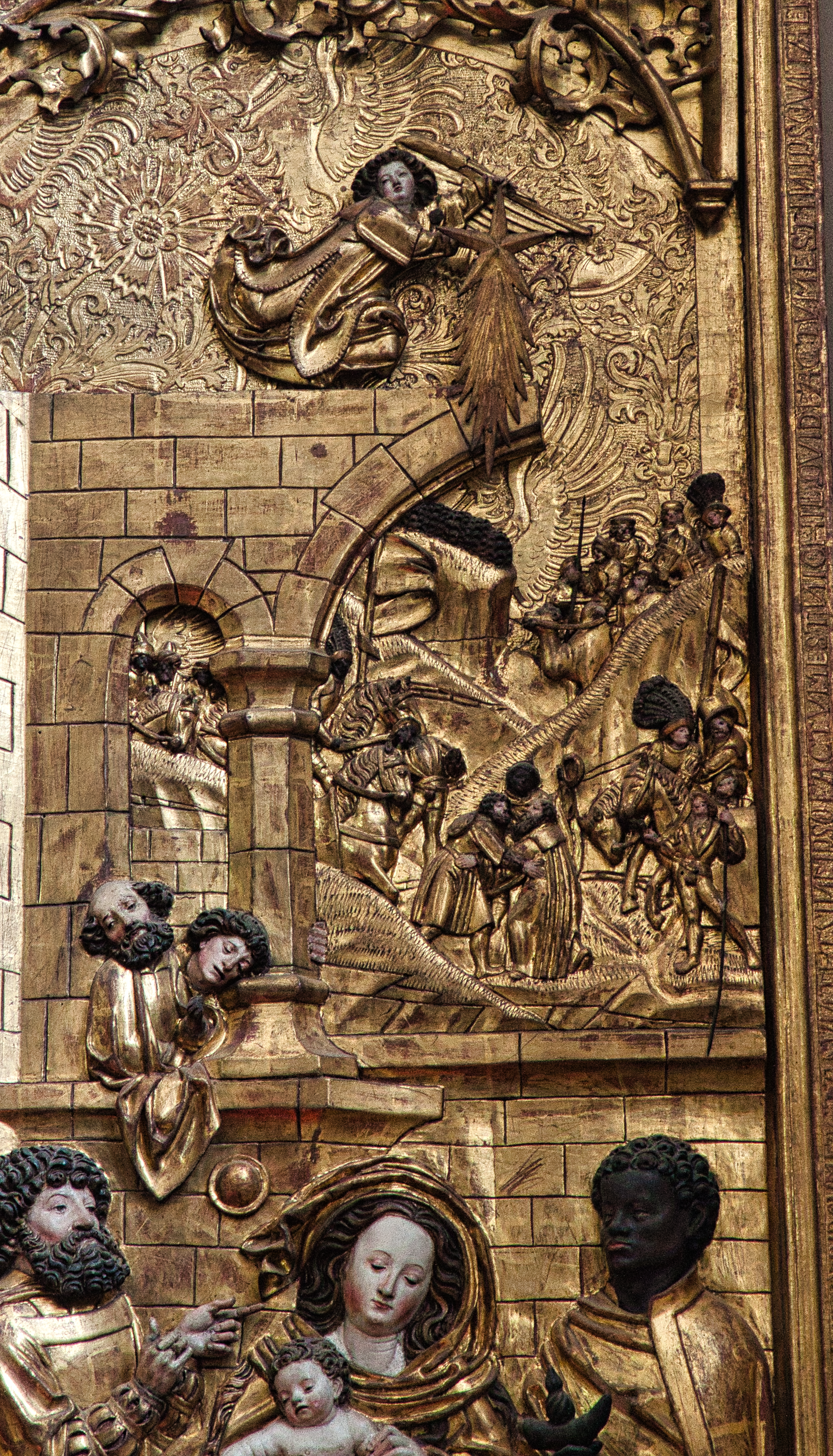
Anbetung der Könige (Furno-Altar)
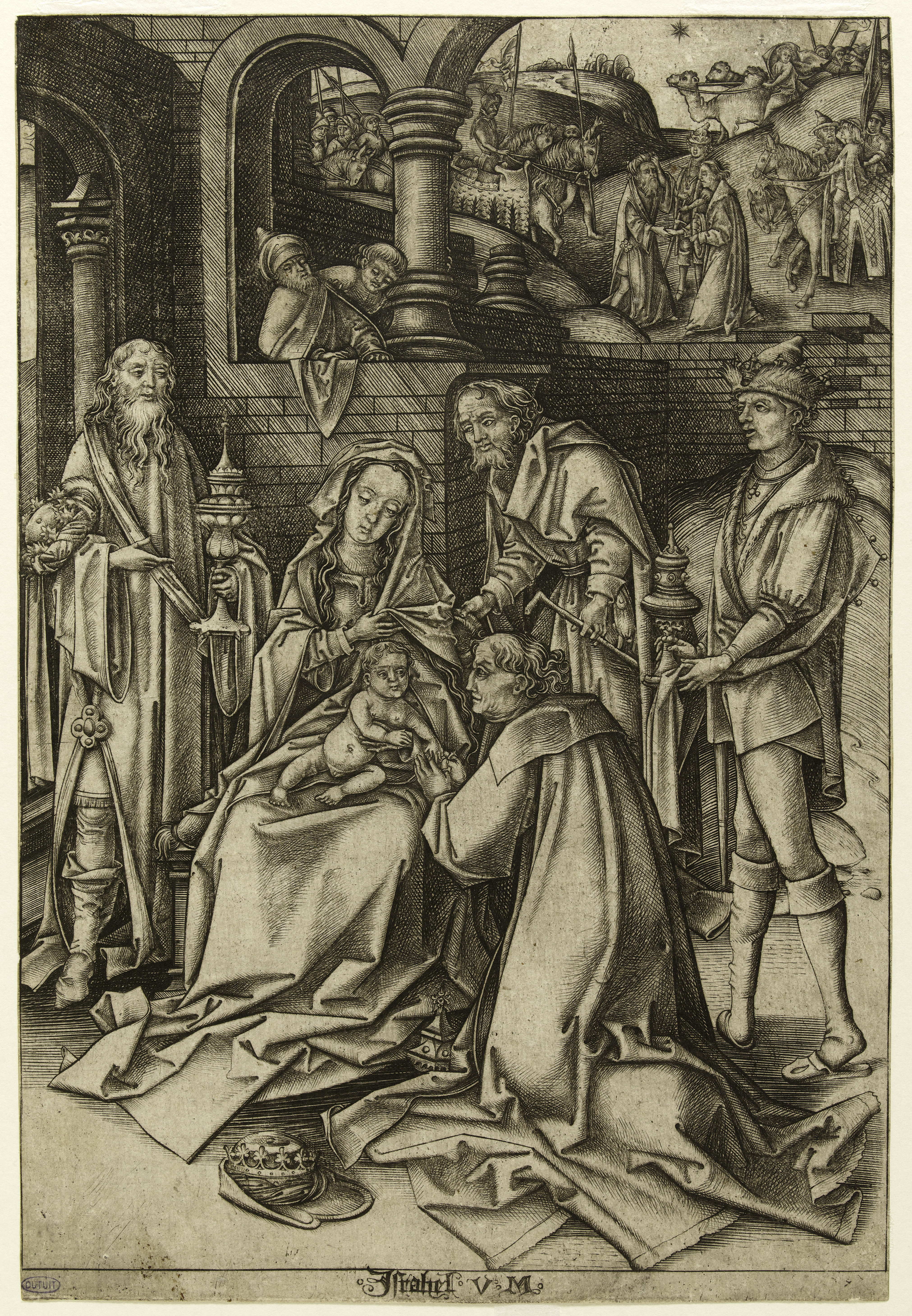
Israhel van Meckenems Anbetung der Könige

### Christus an der Geisselsäule
Der lebensgrosse Christus an der Geisselsäule befindet sich in der hintersten Seitenkapelle der Südseite, wo sich auch der Furnoaltar befindet. Die Skulptur ist als Ganzfigur im Dreiviertelprofil nach rechts blickend dargestellt. Die Hände sind an eine achteckige Säule gebunden, die höher ist als er selbst. Die Christusfigur gibt eine originelle Silhouette ab, schlank und stämmig, mit einem dreieckigen, etwas kräftigen Kopf und einer grossen Nase. Auf der linken Ecke des Sockels ist in gotischen Minuskeln der Name des Stifters «i mossu» (Jean Mossu) eingraviert. Auf der Vorderseite ist die Jahreszahl 1438 gut sichtbar. Der Schöpfer dieser bemerkenswerten Skulptur ist unbekannt. In der Literatur nennt man ihn Meister der Familie Mossu oder Mossu-Meister. Dem gleichen Künstler werden zwei Skulpturen, ebenfalls aus dem Jahr 1438, zugeschrieben: der hl. Simon in der Vorhalle der Kathedrale St. Nikolaus und der hl. Leonhard im Museum für Kunst und Geschichte Freiburg, beide mit dem Wappen der Familie Mossu.
1950 versah Armand Niquille die Skulptur mit einer neuen Fassung, die er 1957 überarbeitete.

### Aussentüren

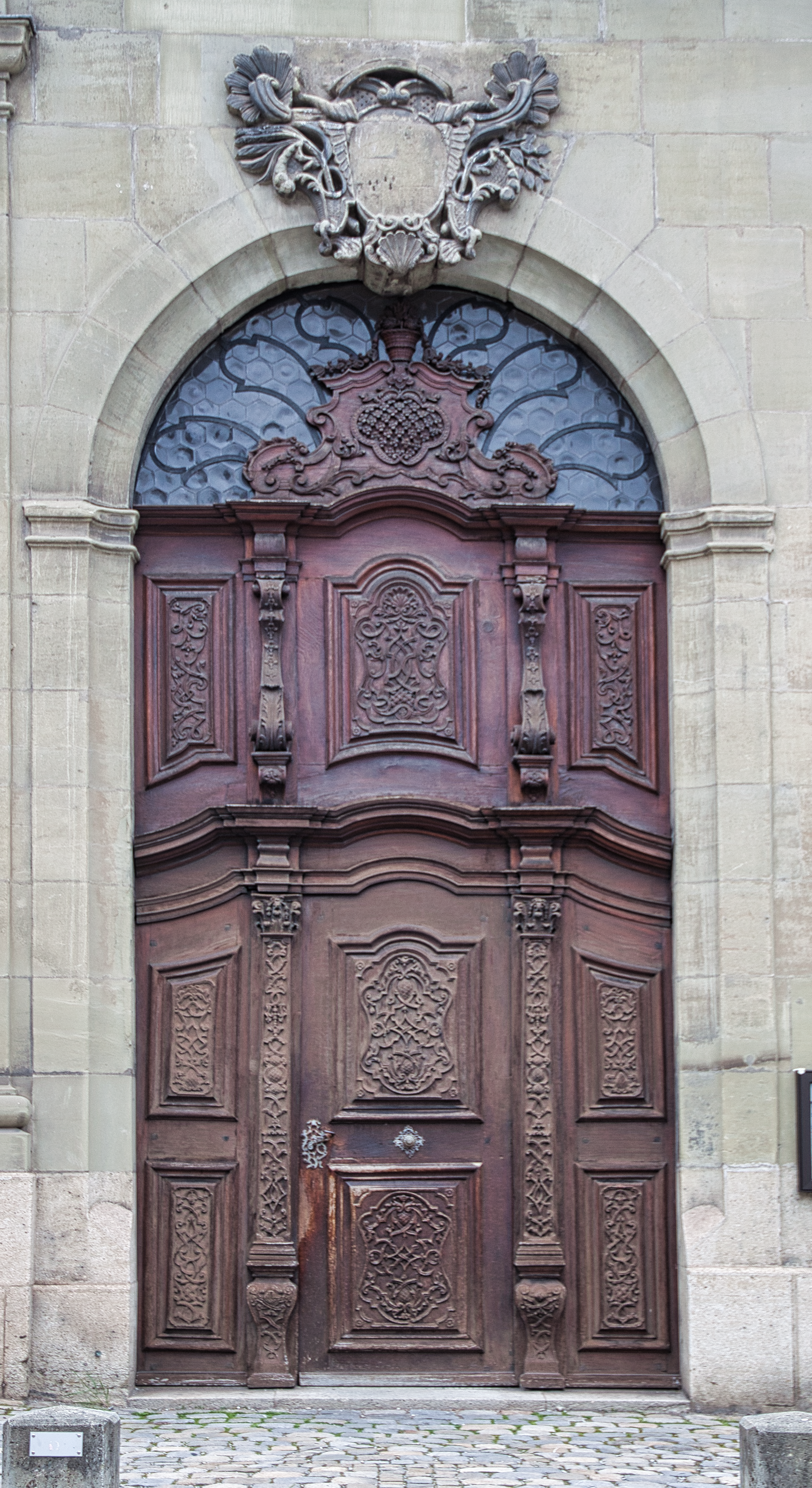
Seiteneingang an der Südfassade mit der identischen Tür wie an der Hauptfassade

Die Türe in der Westfassade und die Türe an der Südfassade sind identische, einflügelige Türen. Es sind Meisterwerke der ornamentalen Bildhauerei. Sie werden dem Zimmermann Wully Zumwald zugeschrieben. Die aus Eichenholz gestemmten und gewachsten Aussentüren überzeugen durch ihre klare und ausgewogene Komposition: drei übereinanderliegende Zonen, die nach oben an Grösse abnehmen. Ein leicht gebogenes Kranzgesims trennt die Zonen. In der Vertikalen schaffen korinthische Pilaster auf balustradenartigen Sockeln eine Dreiteilung. Diese Pilaster ziehen sich über die mittlere Zone in Form doppelter Voluten, die auf Konsolen ruhen, bis zum Kranzgesims empor. Zwischen diesen Pilastern und Doppelvoluten sind die Felder mit starken Hohlkehlen herausgearbeitet. Die Felder, Pilaster, Doppelvoluten, Konsolen und die bekrönende Kartusche sind mit Flechtwerk, Akanthusblättern mit Gittern, Früchten, Rosen und Muscheln geschmückt. Die oberste Zone ist verglast. Die kleinen, mit Blei verbundenen Scheiben sind an einem Holzrahmen befestigt, der die Türe bekrönt und aus einer zentralen Kartusche mit Rosetten auf einem Gitter, einem Blumenkorb und Voluten besteht, von denen die Stäbe des Rahmens ausgehen. Dieses Werk im Regency-Stil datiert aus dem Jahr 1745.

## Geschichte
Das Kloster und die Kirche der Franziskaner in Freiburg gehen zurück auf ein Vermächtnis des Freiburger Bürgers Jakob von Riggisberg von 1256. Er hinterliess den Ordensleuten seine Liegenschaft, die er neben der Liebfrauenkirche besass, unter der Bedingung, dass an dieser Stelle ein Kloster und eine Kirche errichtet werden, deren Baustart innerhalb von drei Jahren zu erfolgen habe. Über die Geschichte im 13. Jahrhundert ist man nur spärlich informiert. Bekannt ist, dass die Adligen von Chénens und die Kyburger zu den Wohltätern des Klosters gehörten, wie deren Wappen an verschiedenen Stellen des Klosters und der Kirche belegen. 1275 wurde Elisabeth, die Witwe von Graf Hartmann dem Jüngeren, in der Klosterkirche unter dem Gewand der heiligen Klara beigesetzt. Aus dieser Tatsache und dass am 1. Juni 1281 in Freiburg ein grosses Kapitel der Minderbrüder der oberdeutschen Provinz abgehalten wurde, kann man schliessen, dass zu diesem Zeitpunkt die Kirche und das Kloster fertiggestellt waren.
Das 15. Jahrhundert war eine glorreiche Zeit für die Franziskaner in Freiburg. Unter ihnen befanden sich Gelehrte und Künstler, welche das Kloster mit wertvollen Manuskripten und Kunstwerken bereicherten. Die Kirche der Cordeliers war die erste, die ab 1425 eine Orgel besass. Ausserdem gründeten zahlreiche Bruderschaften Altäre in der Kirche. Am 10. Oktober 1431 hatte der General der Konventualen das Haus in Bezug auf die weltlichen Angelegenheiten unter die Kuratel des örtlichen Magistrats gestellt, was zur Folge hatte, dass der Staat von da an einen Teil der regelmässig notwendigen Reparaturen übernahm.
Der Staat hatte bei den Franziskanern sein Archiv (vermutlich nur bis 1433) und seine Kanzlei eingerichtet. Die Ordensleute banden die Register der Kanzlei zusammen und erledigten verschiedene manuelle Arbeiten im Auftrag der Regierung. Die Franziskaner waren auch für die Verwaltung der Stadt verantwortlich. Im selben Jahrhundert beherbergte das Kloster als Gästehaus der Monsignores deren berühmteste Gäste, Kaiser und Prinzen. Diese Besuche waren fast immer Anlass für willkommene Renovierungsarbeiten an dem einen oder anderen Gebäude. Darüber hinaus wurden in der Cordeliers-Kirche von Anfang des Jahrhunderts bis 1798 die Generalversammlungen der Gemeinde abgehalten, bei denen die Behörden ernannt wurden. Im Jahr 1745 wurde das Kirchenschiff aus Sicherheitsgründen neu errichtet.